# B・G物語 二十才の設計
『B・G物語 二十才の設計』（ビー・ジーものがたり にじゅうさいのせっけい）は、1961年10月29日に公開された日本映画。同時上映は「小早川家の秋」（監督：小津安二郎）。

## キャスト
- 栗村杏子：星由里子
- 栗村太郎：船戸順
- 津沢浩：稲垣隆
- 津沢専務：松村達雄
- 大道久仁子：藤山陽子
- 大道雄造：児玉清
- 大道老人：小川虎之助
- 大道老夫人：岡村文子
- 深見和夫：江原達怡
- 小野せつ子：水野久美
- 松村たね子：浜美枝
- 足尾要子：北あけみ
- 吉岡剛三：有島一郎
- 吉岡百合子：塩沢とき
- 花島課長：宮田洋容
- 杉浦五平：草川直也
- 曽我係長：宇野晃司
- 女中：出雲八重子
- ボーイ：上村幸之
- おかみ：三田照子
- Ｂ・ＧA：宮田芳子
- Ｂ・ＧB：紅恵美子

## スタッフ
| 監督         | 丸山誠治                                                                 |
| 製作         | 三輪礼二                                                                 |
| 原作         | 源氏鶏太                                                                 |
| 脚本         | 井手雅人、田波靖男                                                       |
| 音楽         | 神津善行                                                                 |
| 撮影         | 内海正治                                                                 |
| 美術         | 浜上兵衛                                                                 |
| 録音         | 刀根紀雄                                                                 |
| 照明         | 隠田紀一                                                                 |
| 編集         | 藤井良平                                                                 |
| チーフ助監督 | 佐野健                                                                   |
| 製作担当者   | 森田信                                                                   |
| 監督助手     | 浅野正雄、久松正明                                                       |
| 撮影助手     | 鷲尾馨、上田正治、松尾民夫、近藤博幸                                     |
| 照明助手     | 新井盛、浅野博、友成富男、島田敏夫、織田実、宗田昌二、松本衆三、川越和見 |
| 照明機材     | 増田健蔵                                                                 |
| 録音助手     | 菊池誠一、関野利夫、宮内一男、藤井義男                                   |
| 音響技術     | 西田多門                                                                 |
| 美術助手     | 本多好文、小方一男、鈴木儀雄                                             |
| 整音         | 下永尚                                                                   |
| 音響制作     | 東宝ダビング                                                             |
| 製作会社     | 東宝                                                                     |
| 配給         | 東宝                                                                     |